# Préchac (Gironde)
Préchac ist eine französische Gemeinde mit 1.059 Einwohnern (Stand: 1. Januar 2022) im Département Gironde in der Region Nouvelle-Aquitaine; sie gehört zum Arrondissement Langon und zum Kanton Le Sud-Gironde. Die Einwohner werden Préchacais genannt.

## Geografie
Préchac liegt etwa 49 Kilometer südsüdöstlich von Bordeaux. Umgeben wird Préchac von den Nachbargemeinden Villandraut im Norden, Uzeste im Norden und Nordosten, Pompéjac im Osten, Lucmau im Südosten, Cazalis im Süden, Boundeys im Westen und Südwesten sowie Saint-Léger-de-Balson im Westen und Nordwesten.

## Bevölkerungsentwicklung
| Jahr                      | 1962 | 1968 | 1975 | 1982 | 1990 | 1999 | 2006 | 2013 |
| Einwohner                 | 1136 | 1050 | 1007 | 953  | 985  | 1017 | 1011 | 1046 |
| Quelle: Cassini und INSEE |      |      |      |      |      |      |      |      |

## Sehenswürdigkeiten
- Kirche Saint-Pierre-ès-Liens, seit 1909 Monument historique
- Kirche Saint-Martin von Insos, seit 1925 Monument historique
- Schloss Cazeneuve, seit 1965 Monument historique
- Festungsruine von La Trave, seit 1987 Monument historique
- Schlossruine La Fue (auch: Schloss La Travette), seit 1987 Monument historique
- Taubenturm aus dem 17. Jahrhundert

Siehe auch: Liste der Monuments historiques in Préchac (Gironde)

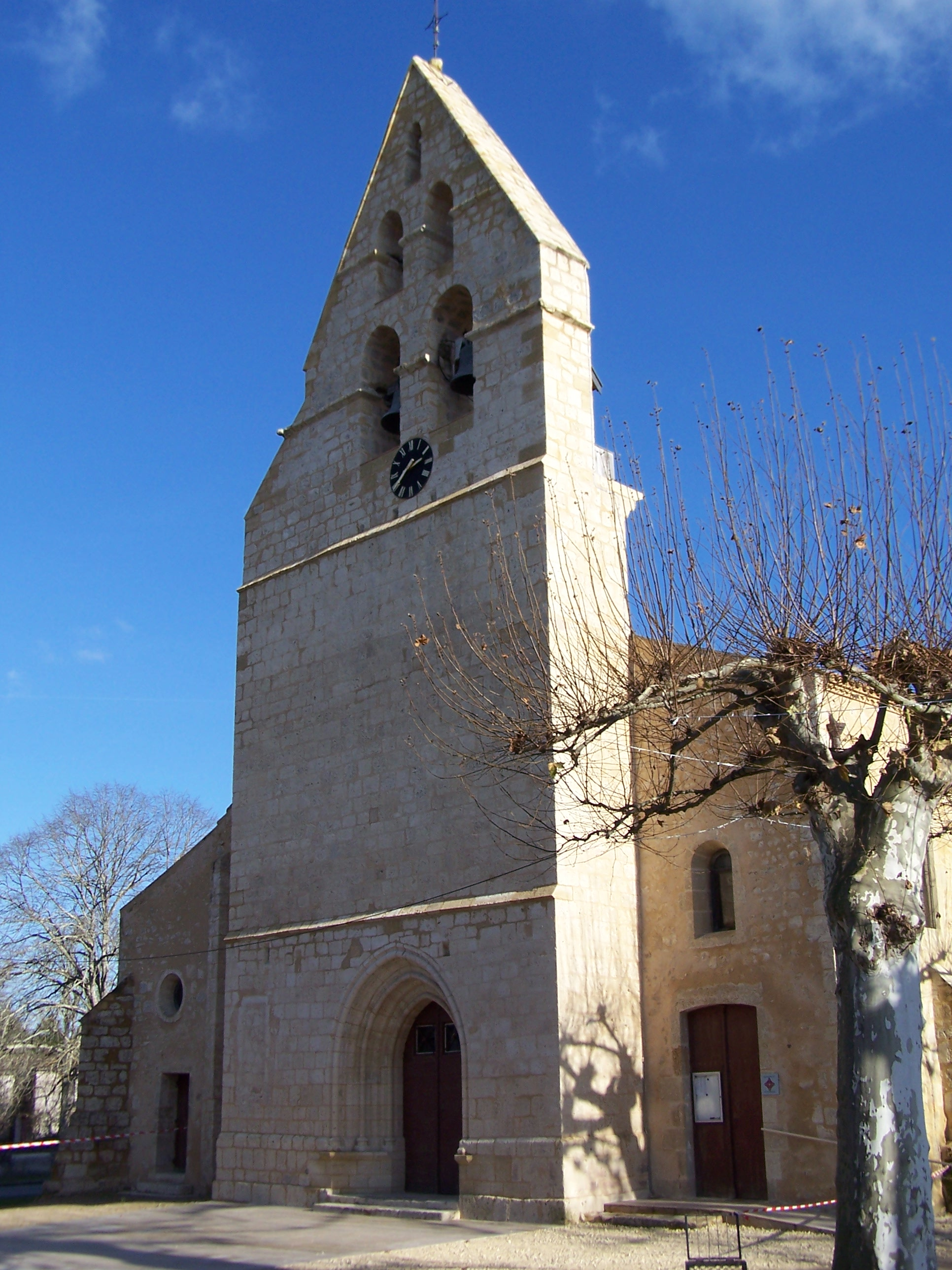
Kirche Saint-Pierre-és-Liens
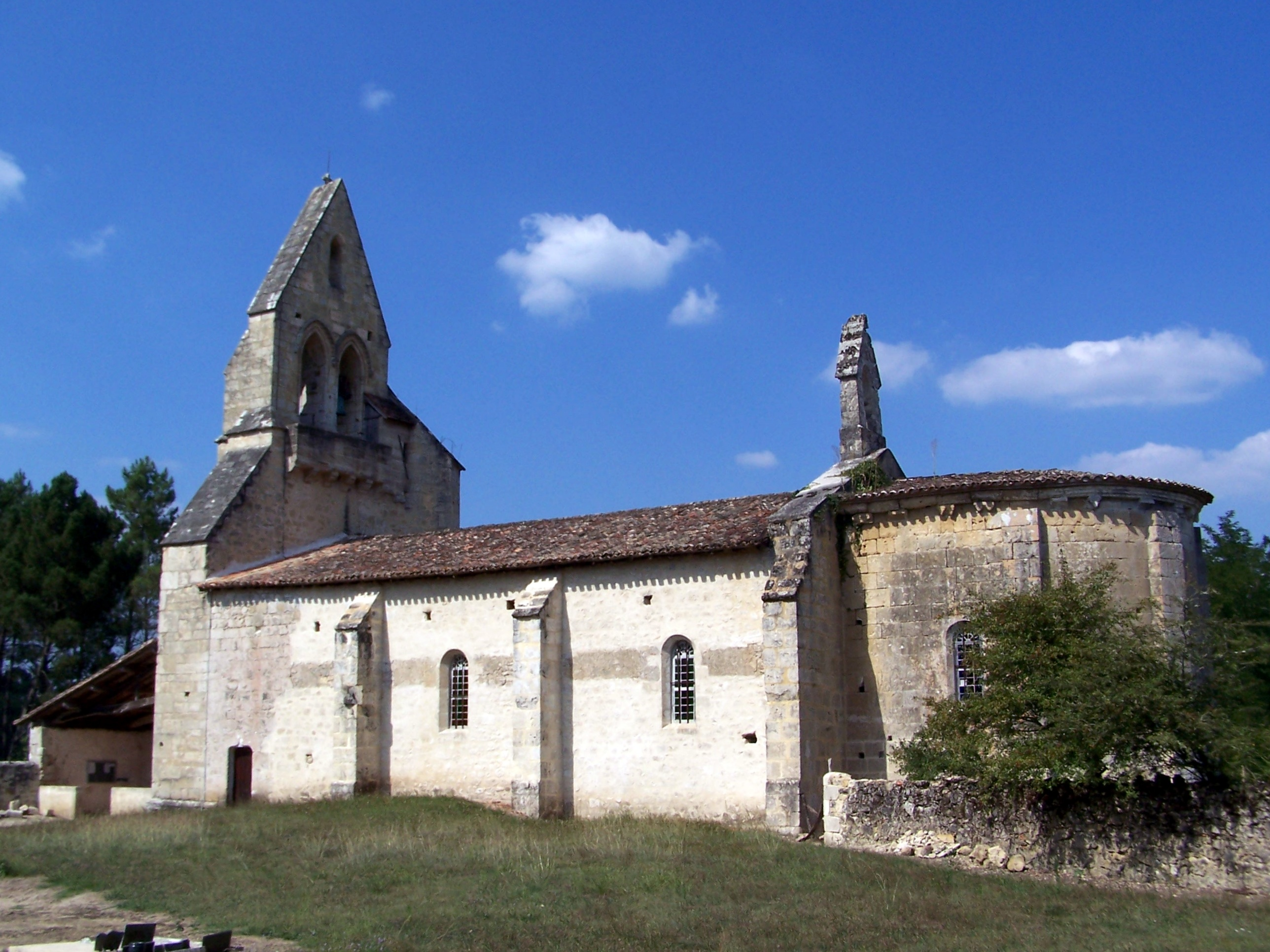
Kirche Saint-Martin
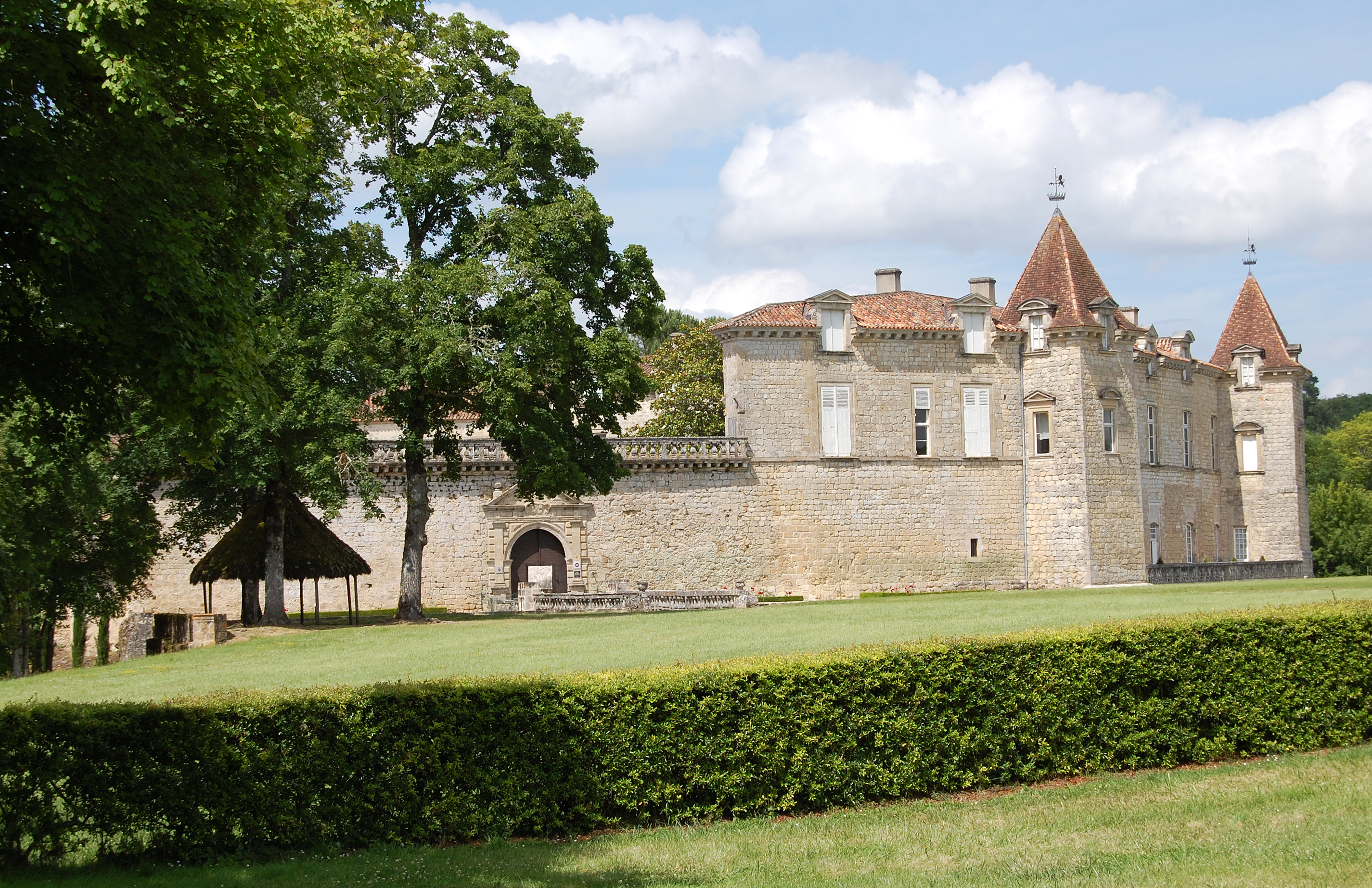
Schloss Cazeneuve
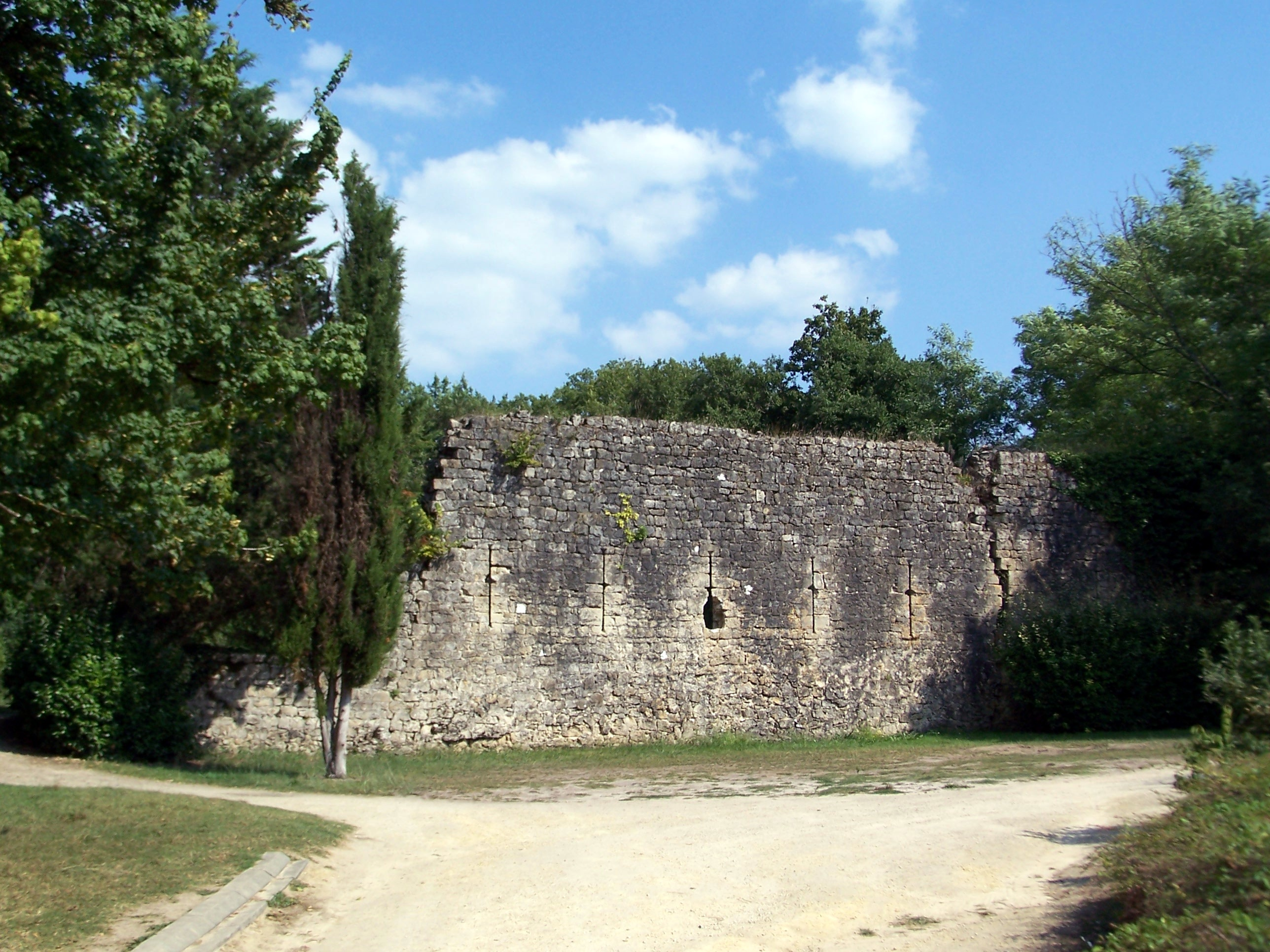
Festungsruine La Trave